# Senantes (Eure-et-Loir)
Pour les articles homonymes, voir Senantes.
Senantes est une commune française située dans le département d'Eure-et-Loir en région Centre-Val de Loire.

## Géographie

### Situation
Situé à 4 km de Nogent-le-Roi, à 12 km de Maintenon et à 16 km de Dreux.

Situation géographique
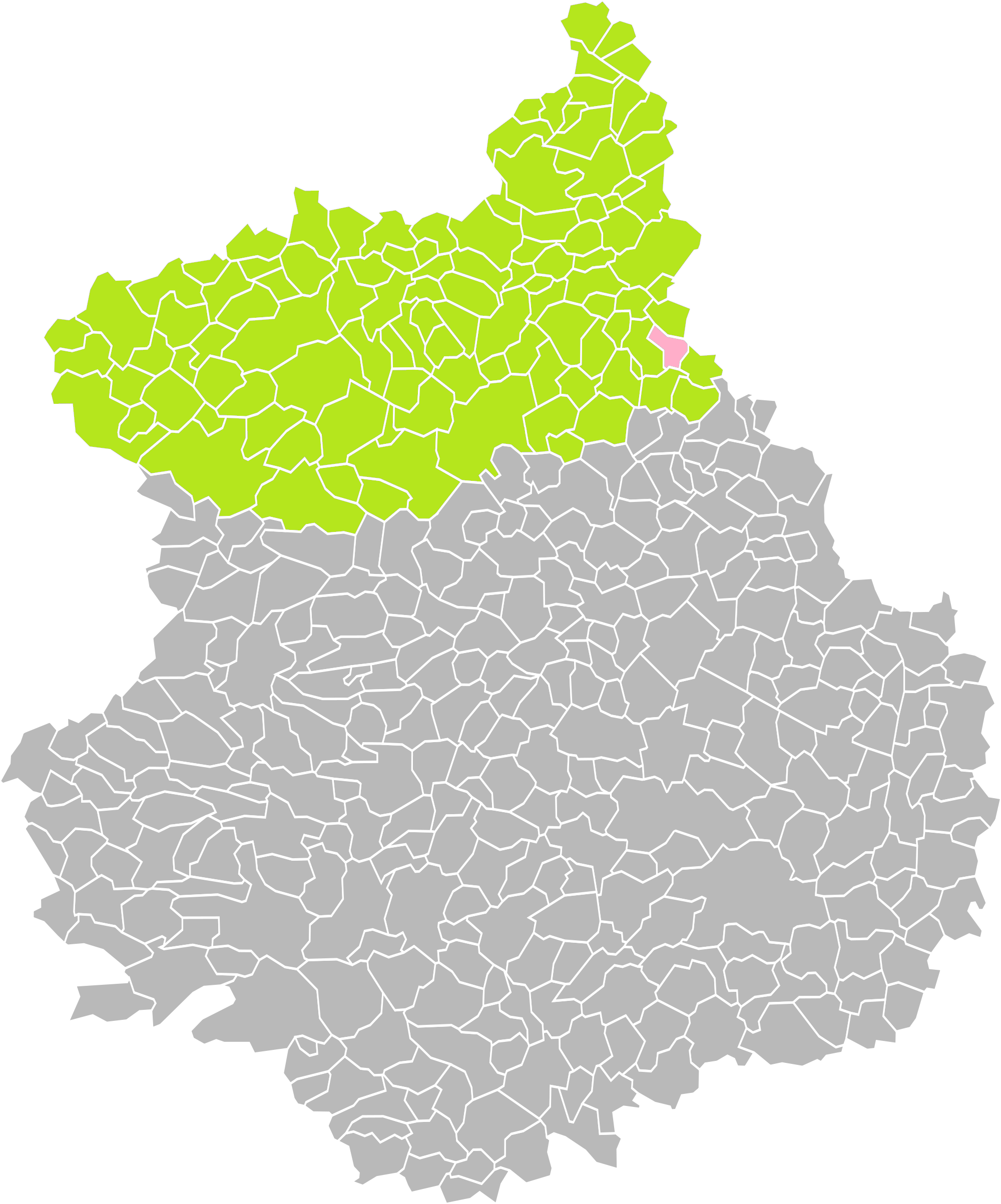
Senantes dans son arrondissement.
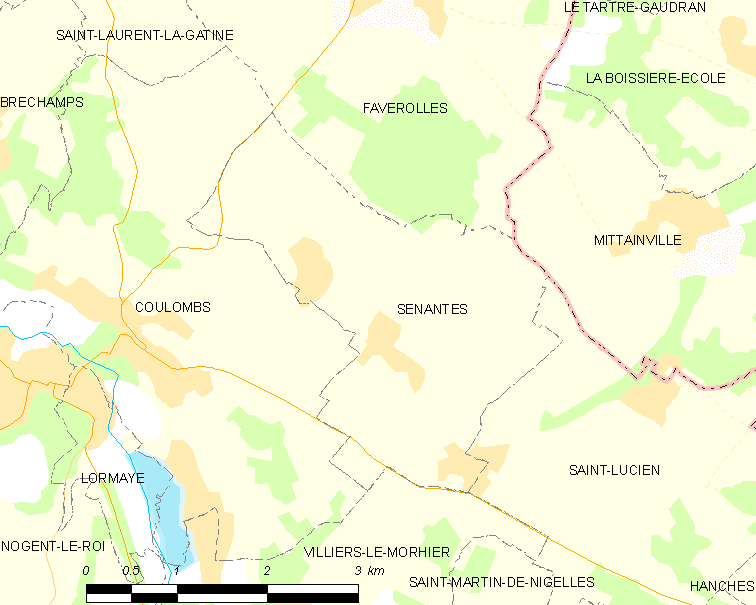
Carte de la commune de Senantes.

### Communes, département et région limitrophes
La commune est limitrophe du département des Yvelines et de la région Île-de-France.
|          | Faverolles          | Mittainville (Yvelines) |
| Coulombs | Senantes            |                         |
|          | Villiers-le-Morhier | Saint-Lucien            |

### Hameaux et écarts
- Dancourt, où se situe la mairie ;
- Chenicourt ;
- Le Coudray.

### Hydrographie
La commune est traversée par la rivière la Maltorne, affluent en rive droite de l'Eure et sous-affluent du fleuve la Seine.

### Climat
Pour des articles plus généraux, voir Climat du Centre-Val de Loire et Climat d'Eure-et-Loir.
En 2010, le climat de la commune est de type climat océanique dégradé des plaines du Centre et du Nord, selon une étude du CNRS s'appuyant sur une série de données couvrant la période 1971-2000. En 2020, Météo-France publie une typologie des climats de la France métropolitaine dans laquelle la commune est dans une zone de transition entre le climat océanique et le climat océanique altéré et est dans la région climatique  Sud-ouest du bassin Parisien, caractérisée par une faible pluviométrie, notamment au printemps (120 à 150 mm) et un hiver froid (3,5 °C). 
Pour la période 1971-2000, la température annuelle moyenne est de 10,6 °C, avec une amplitude thermique annuelle de 15 °C. Le cumul annuel moyen de précipitations est de 623 mm, avec 10,5 jours de précipitations en janvier et 7,9 jours en juillet. Pour la période 1991-2020, la température moyenne annuelle observée sur la station météorologique de Météo-France la plus proche, sur la commune de Houx à 10 km à vol d'oiseau, est de 11,2 °C et le cumul annuel moyen de précipitations est de 622,1 mm,. Pour l'avenir, les paramètres climatiques de la commune estimés pour 2050 selon différents scénarios d'émission de gaz à effet de serre sont consultables sur un site dédié publié par Météo-France en novembre 2022.

## Urbanisme

### Typologie
Au 1er janvier 2024, Senantes est catégorisée commune rurale à habitat dispersé, selon la nouvelle grille communale de densité à 7 niveaux définie par l'Insee en 2022.
Elle est située hors unité urbaine. Par ailleurs la commune fait partie de l'aire d'attraction de Paris, dont elle est une commune de la couronne,. 

### Occupation des sols
L'occupation des sols de la commune, telle qu'elle ressort de la base de données européenne d’occupation biophysique des sols Corine Land Cover (CLC), est marquée par l'importance des territoires agricoles (90,6 % en 2018), une proportion identique à celle de 1990 (90,6 %). La répartition détaillée en 2018 est la suivante :
terres arables (90,6 %), zones urbanisées (8,7 %), forêts (0,7 %). L'évolution de l’occupation des sols de la commune et de ses infrastructures peut être observée sur les différentes représentations cartographiques du territoire : la carte de Cassini (XVIIIe siècle), la carte d'état-major (1820-1866) et les cartes ou photos aériennes de l'IGN pour la période actuelle (1950 à aujourd'hui).

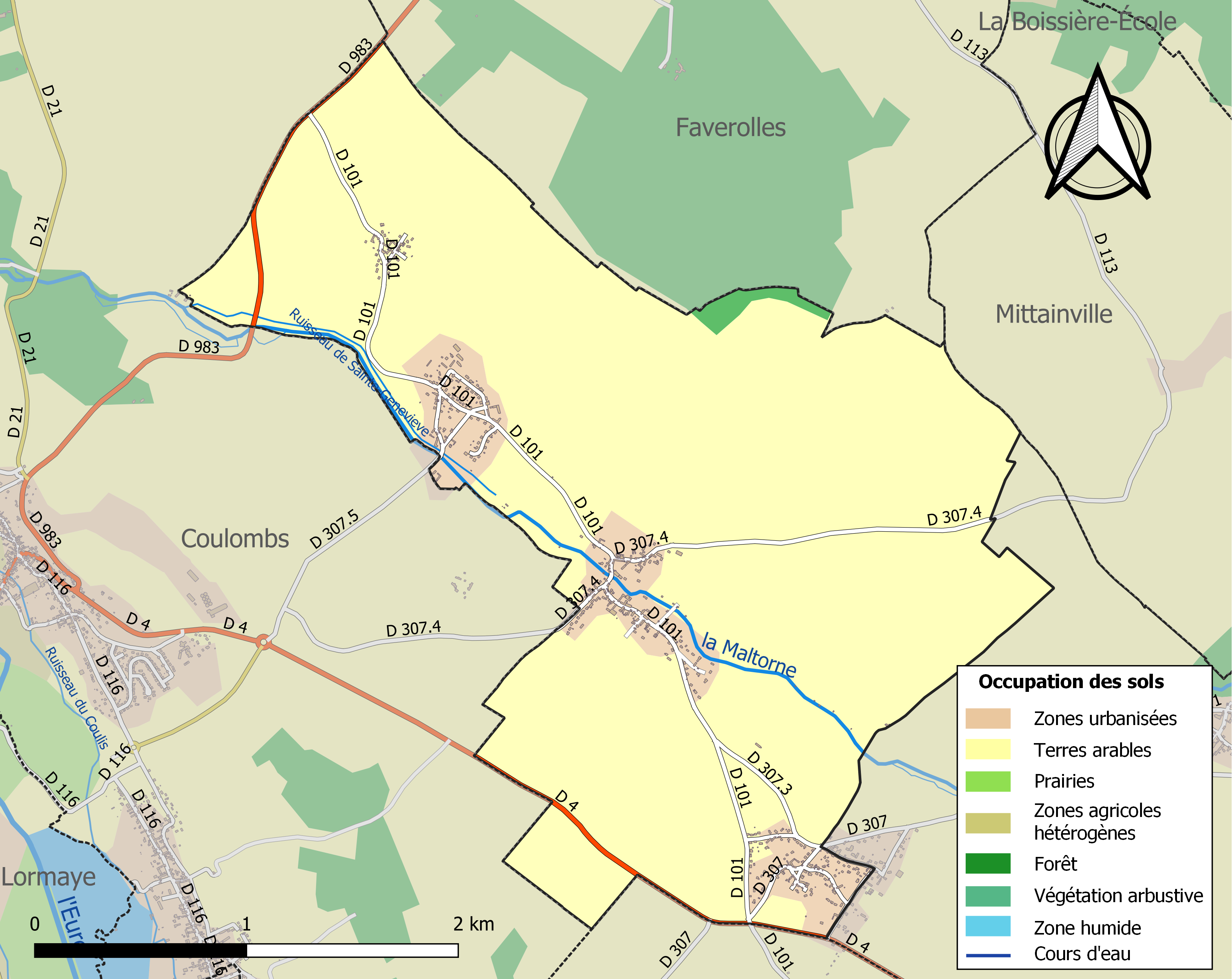
Carte des infrastructures et de l'occupation des sols de la commune en 2018 (CLC).

### Risques majeurs
Le territoire de la commune de Senantes est vulnérable à différents aléas naturels : météorologiques (tempête, orage, neige, grand froid, canicule ou sécheresse), inondations, mouvements de terrains et séisme (sismicité très faible). Il est également exposé à un risque technologique, le transport de matières dangereuses. Un site publié par le BRGM permet d'évaluer simplement et rapidement les risques d'un bien localisé soit par son adresse soit par le numéro de sa parcelle.

#### Risques naturels
Certaines parties du territoire communal sont susceptibles d’être affectées par le risque d’inondation par débordement de cours d'eau et par ruissellement et coulée de boue, notamment la Maltorne. La commune a été reconnue en état de catastrophe naturelle au titre des dommages causés par les inondations et coulées de boue survenues en 1999 et 2016,.

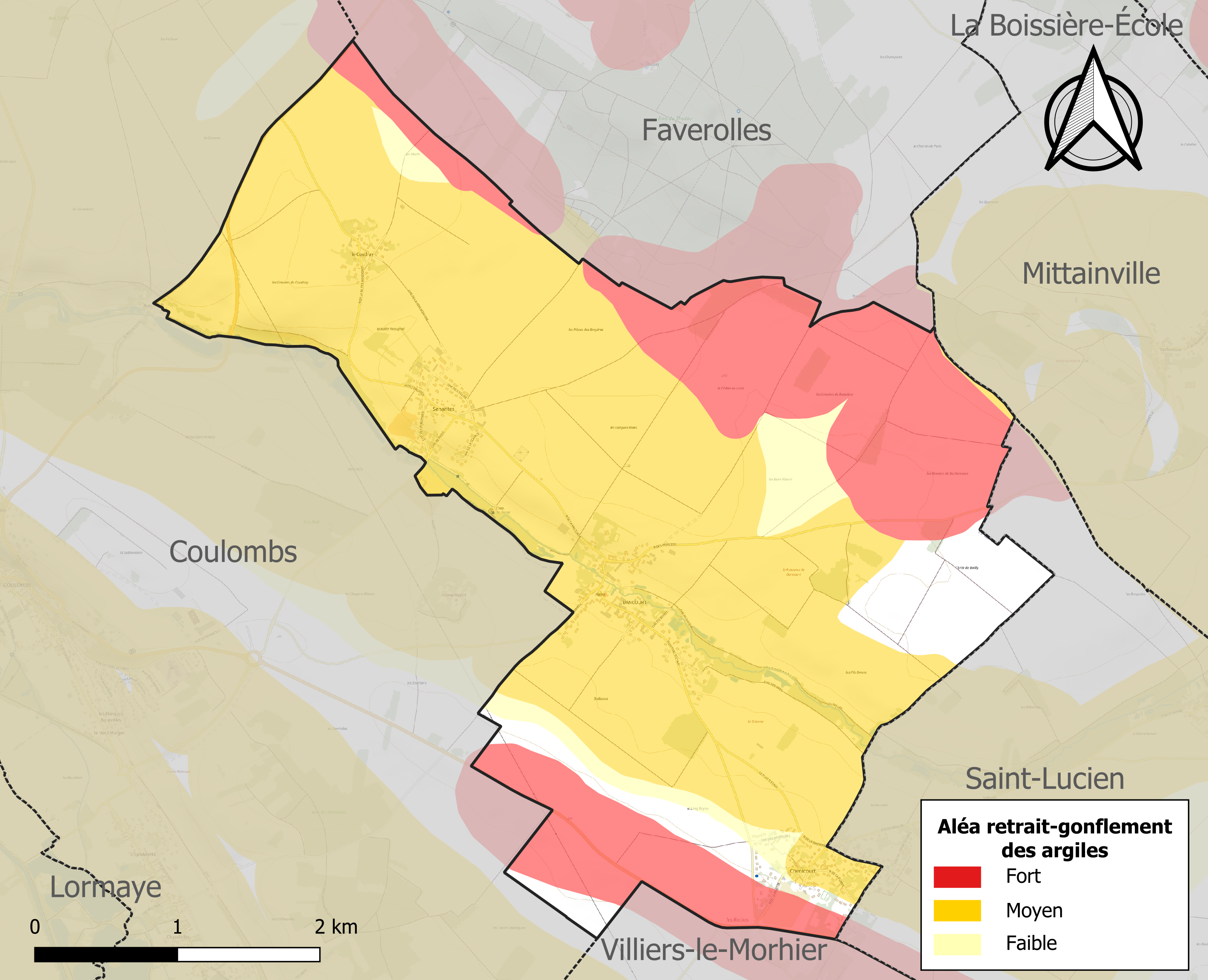
Carte des zones d'aléa retrait-gonflement des sols argileux de Senantes.

Les mouvements de terrains susceptibles de se produire sur la commune sont des affaissements et effondrements liés aux cavités souterraines. L'inventaire national des cavités souterraines permet de localiser celles situées sur la commune.
Le retrait-gonflement des sols argileux est susceptible d'engendrer des dommages importants aux bâtiments en cas d’alternance de périodes de sécheresse et de pluie. 87,5 % de la superficie communale est en aléa moyen ou fort (52,8 % au niveau départemental et 48,5 % au niveau national). Sur les 274 bâtiments dénombrés sur la commune en 2019, 242 sont en aléa moyen ou fort, soit 88 %, à comparer aux 70 % au niveau départemental et 54 % au niveau national. Une cartographie de l'exposition du territoire national au retrait gonflement des sols argileux est disponible sur le site du BRGM,.
Concernant les mouvements de terrains, la commune a été reconnue en état de catastrophe naturelle au titre des dommages causés par des mouvements de terrain en 1999.

#### Risques technologiques
Le risque de transport de matières dangereuses sur la commune est lié à sa traversée par des infrastructures routières ou ferroviaires importantes ou la présence d'une canalisation de transport d'hydrocarbures. Un accident se produisant sur de telles infrastructures est en effet susceptible d’avoir des effets graves au bâti ou aux personnes jusqu’à 350 m, selon la nature du matériau transporté. Des dispositions d’urbanisme peuvent être préconisées en conséquence.

## Toponymie
Le nom de la localité est attesté sous les formes Senantae en 1028, Senantes vers 1250, et sous la forme Senone vallis super Nigellam : « Vallée sénonne près de Nigelles » (aujourd'hui Saint-Martin-de-Nigelles) dans un diplôme carolingien de 774.
Ce toponyme semble venir du gaulois  Seno nemeton, le « vieux sanctuaire ».

## Histoire

### Antiquité
À l'origine, il devait y avoir un temple de tradition celtique (gaulois) comme l'indique le nom de la localité Senantes issu de Seno-nemeton « vieux temple », peut-être à l'emplacement de la chapelle Sainte-Geneviève.
Construit sur une ancienne villa gallo-romaine et un forum traversé par une route romaine (leurs traces sur plus de 6 km : réseau de rues, schéma d'urbanisation quadrillé fait d'îlots plus ou moins réguliers, etc., se voient seulement d'avion), le village de Senantes fut à l'origine de nombreuses découvertes archéologiques au cours du XIXe siècle, vestiges aujourd'hui déposées au musée de Dreux.

### Moyen Âge
Pendant le Moyen Âge, la seigneurie de Senantes dépendait de l'abbaye de Coulombs.
La chapelle Sainte-Geneviève est construite sur un site druidique bien décrit par les archéologues. Elle abrite une source, la Fontaine de Coudray, objet de vénération pendant des générations. On y venait de très loin pour guérir en buvant son eau pure et ce jusque dans les années 1960. On y consacrait même un pèlerinage chaque vendredi du mois de mai.

## Politique et administration

### Liste des maires
| Période                                  | Période  | Identité         | Étiquette | Qualité  |
| ---------------------------------------- | -------- | ---------------- | --------- | -------- |
| Les données manquantes sont à compléter. |          |                  |           |          |
| 2001                                     | 2020     | Patrick Léonardi | SE        | Retraité |
| 2020                                     | En cours | Arnaud Breuil    |           |          |

## Population et société

### Démographie
L'évolution du nombre d'habitants est connue à travers les recensements de la population effectués dans la commune depuis 1793. Pour les communes de moins de 10 000 habitants, une enquête de recensement portant sur toute la population est réalisée tous les cinq ans, les populations de référence des années intermédiaires étant quant à elles estimées par interpolation ou extrapolation. Pour la commune, le premier recensement exhaustif entrant dans le cadre du nouveau dispositif a été réalisé en 2006.

En 2022, la commune comptait 537 habitants, en évolution de −8,36 % par rapport à 2016 (Eure-et-Loir : −0,23 %, France hors Mayotte : +2,11 %).
| 1793 | 1800 | 1806 | 1821 | 1831 | 1836 | 1841 | 1846 | 1851 |
| ---- | ---- | ---- | ---- | ---- | ---- | ---- | ---- | ---- |
| 281  | 261  | 249  | 256  | 278  | 284  | 277  | 294  | 303  |

| 1856 | 1861 | 1866 | 1872 | 1876 | 1881 | 1886 | 1891 | 1896 |
| ---- | ---- | ---- | ---- | ---- | ---- | ---- | ---- | ---- |
| 303  | 305  | 272  | 285  | 295  | 282  | 284  | 244  | 259  |

| 1901 | 1906 | 1911 | 1921 | 1926 | 1931 | 1936 | 1946 | 1954 |
| ---- | ---- | ---- | ---- | ---- | ---- | ---- | ---- | ---- |
| 251  | 222  | 228  | 240  | 231  | 240  | 219  | 217  | 225  |

| 1962 | 1968 | 1975 | 1982 | 1990 | 1999 | 2006 | 2011 | 2016 |
| ---- | ---- | ---- | ---- | ---- | ---- | ---- | ---- | ---- |
| 205  | 203  | 243  | 409  | 434  | 524  | 630  | 612  | 586  |

| 2021 | 2022 | - | - | - | - | - | - | - |
| ---- | ---- | - | - | - | - | - | - | - |
| 547  | 537  | - | - | - | - | - | - | - |

## Culture locale et patrimoine

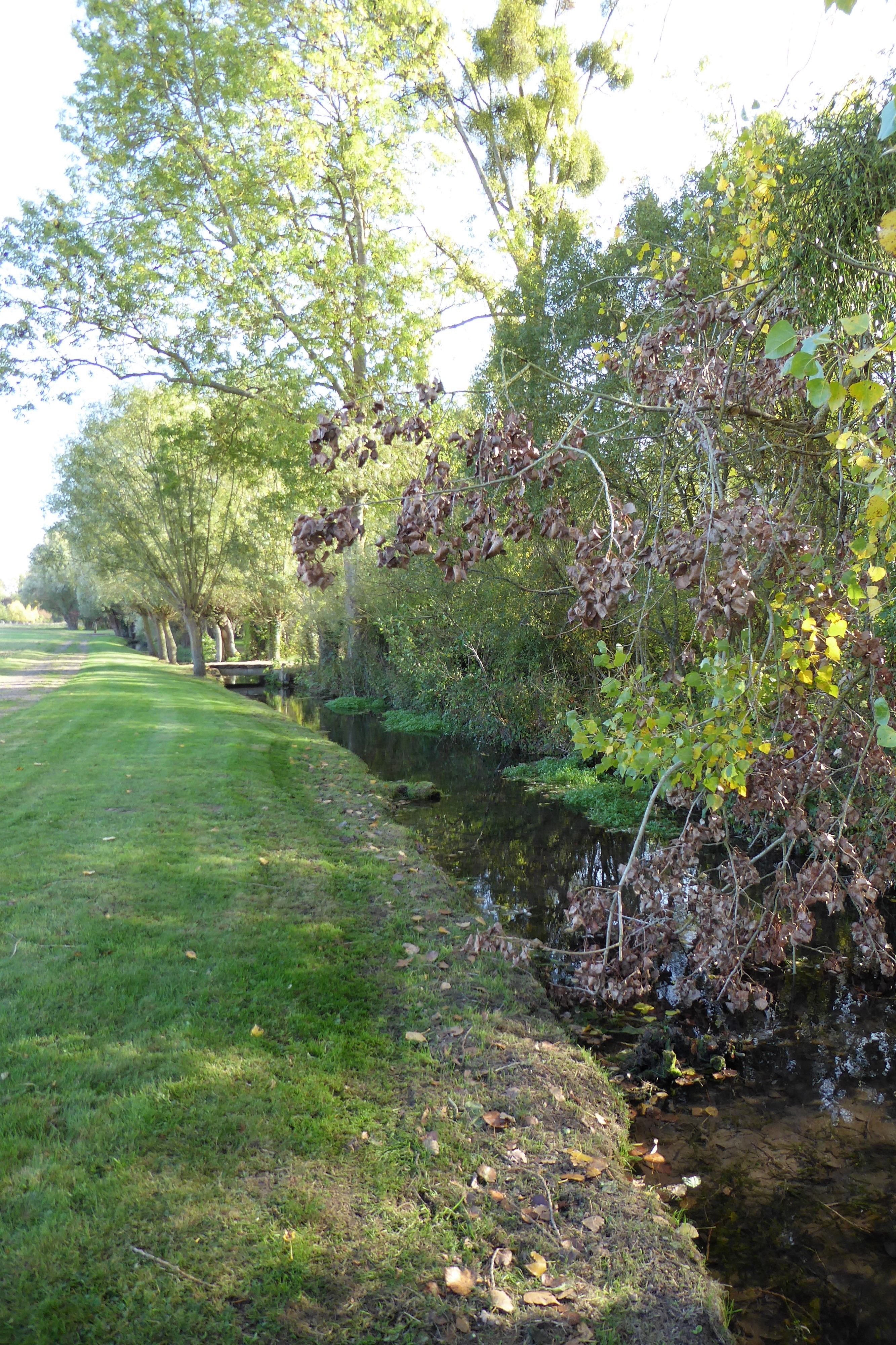
La Maltorne, près de la chapelle Sainte-Geneviève.

### Lieux et monuments
- La chapelle Sainte-Geneviève est située dans un cadre bucolique près d'un ruisseau, la Maltorne.
- L'église Saint-Pierre de Senantes est une église de campagne située au bout d'une allée bordé d'arbres, construite au XIe siècle et mentionnée dès 1058. Élevée en maçonnerie de pierre, percée de fenêtres ogivales, ses contreforts sont en grès[23].

Elle abrite les tombes de Jacques de Havard et Madeleine de Pilliet sa femme, châtelains de Senantes, morts en 1500. La voûte en bardeaux du XVIIe siècle a été refaite à l'identique dans les années 1970. Les vitraux récents sont de l'atelier Loire de Chartres. L'autel est constitué d'une may beauceronne dont le devant est sculpté des 4 évangélistes par le peintre et sculpteur Ivan Levesque, à qui l'on doit également le grand calvaire.

### Personnalités liées à la commune
La famille de Havard, seigneur et marquis de Senantes :
- Guillaume de Havard -seigneur de Senantes en 1367.
- Pierre de Havard (arriére-petit-fils de Guillaume) époux de Marguerite de Crosnes - dame de Senantes dont:
  - Jacques de Havard - seigneur de Senantes  époux de Madeleine de Pilliers
    - dont Pierre l'ainé, seigneur de Thuillay, de Rocières et de Ver-lès-Chartres
    - Louis de Havard seigneur de Senantes.

  - François de Havard (° ?, mort le 13 février 1689 en Italie), est fait marquis de Senantes en 1636, époux de Christine-Maurice de Damas
    - dont Christine-Charlotte de Havard-Senantes
      - dont Charles-Louis de Lenoncourt, marquis de Senantes, tué à la bataille d'Orbassan, le 4 octobre 1693.

Le dernier seigneur de Senantes fut Jean-Henri del Caretto, marquis de Ballestrin, arrière-petit-fils de Christine-Charlotte de Havard.

### Héraldique
|  | Les armes de la commune se blasonnent ainsi : d’azur à la bande d’argent accompagnée de six besants d’or ordonnés en orle. |